# Kantunilkín
Kantunilkín (del maya: Kan tun-il kíin ‘Lugar de la piedra amarilla del sol’) es una localidad del estado mexicano de Quintana Roo, se encuentra localizada al norte del territorio en las cercanías de los límites con Yucatán, es la cabecera del municipio de Lázaro Cárdenas.

## Historia
Kantunilkín tuvo su origen en un asentamiento maya no localizado donde hoy se encuentra la  localidad, sino en un sector más al este, sobre este asentamiento se tiene noticia que pertenecía al curato de Labcah y al Departamento de Valladolid en el entonces estado de Yucatán. En 1850 los habitantes se unieron a la Guerra de Castas y resolvieron mover de lugar su pueblo, que fue refundado más al oeste, en el lugar actual y recibió el nombre de Nueva Santa Cruz - Kantunil haciendo referencia a la cruz parlante de los cruzoob.
Pero actualmente el Consejo Supremo Maya de Kantunilkín no conmemora la Guerra de Castas (relatado por los dignatarios mayas Vicente Moo Chan, Reyes Chuc Cocom y Salvador Moo Iuit).
Los repetidos ataques de las fuerzas yucatecas derrotaron a las fuerzas mayas que finalmente aceptaron una amnistía en 1859.

## Toponimia
Entre la población local se dice que Kantunilkín significa "piedra dorada del Sol" al descomponer el nombre.
- Kan, amarillo o dorado
- Tunil o tunich, piedra
- kin, día o sol

## Política
El gobierno le corresponde al Ayuntamiento; tomando posesión el día 10 de abril del año de la elección, está conformado por un Presidente Municipal, un síndico y nueve regidores, seis electos por el principio de mayoría relativa y tres por el principio de representación proporcional, electos para un periodo de tres años no renovables para el periodo inmediato pero si de manera intercalada.
Representación legislativa
Para la elección de Diputados locales al Congreso de Quintana Roo, y de Diputados federales a la Cámara de Diputados del Congreso de la Unión, el municipio se encuentra integrado a los sig. Distritos electorales de la siguiente manera:
Local:
XV Distrito Electoral Local de Quintana Roo, con cabecera en Kantunilkín.
Federal:
I Distrito Electoral Federal de Quintana Roo, con cabecera en Playa del Carmen.2

### Presidentes Municipales
- (1975 - 1976):  Emilio Oxté Tah
- (1976 - 1978):  Horacio Rojas Robles
- (1978 - 1981):  Terencio Tah Quetzal
- (1981 - 1984):  Augusto Tah Tuz
- (1984 - 1987):  Marciano Cahuich Balam
- (1987 - 1990):  Raymundo Herrera Llanes
- (1990 - 1993):  Arsenio Balam Helguera
- (1993 - 1996):  Eduardo Enrique Méndez Palma
- (1996 - 1999):  Margarito Albornoz Cupul
- (1999 - 2002):  Olegario Tah Balam
- (2002 - 2005):  Orlando Rafael Bellos Velázquez
- (2005 - 2008):  Secundino Eladio Cab Uicab
- (2008 - 2011):  Clementino Angulo Cupul
- (2011 - 2013):  María Trinidad García Arguelles
- (2013 - 2016):  Luciano Simá Cab
- (2016 - 2018):  Emilio Jiménez Ancona
- (2018 - 2021):  Josué Nivardo Mena Villanueva
- (2021 - 2024):  Orlando Emir Bellos Tun
- (2024 - 2027):  Josué Nivardo Mena Villanueva